# Hamburg-Marathon
Hanse-Marathon – jeden z najważniejszych maratonów w Niemczech, który odbywa się rocznie w ostatnią lub przedostatnią niedzielę kwietnia w Hamburgu. Organizatorem Maratonu jest Hamburski Związek Lekkoatletyczny (Hamburger Leichtathletik-Verband). Między 1998 a 2005 odbyły się obok biegu, i wyścigu dla inwalidów na wózkach, zawody dla skejtów.

## Zwycięzcy
| Rok                                  | Zwycięzca                          | Zwyciężczyni                          | Inwalida                         | Inwalidka                         |
| ------------------------------------ | ---------------------------------- | ------------------------------------- | -------------------------------- | --------------------------------- |
| 1. hanse-Marathon 1986 8.316         | Karel Lismont (BEL), 02:12:12      | Magda Ilands (BEL), 02:35:17          | Hubert Foppe (GER), 02:07:26     | bez udziału                       |
| 2. hanse-Marathon 1987 7.563         | Karel Lismont (BEL), 02:13:46      | Charlotte Teske (GER), 02:31:49       | Gregor Golombek (GER), 01:53:51  | bez udziału                       |
| 3. hanse-Marathon 1988 10.190        | Martin Vrabel (TCH), 02:14:55      | Charlotte Teske (GER), 02:30:23       | Gregor Golombek (GER), 01:58:42  | bez udziału                       |
| 4. hanse-Marathon 1989 9.966         | Nivaldo Filho (BRA), 02:13:21      | J. Homminga-Vermeulen (NED), 02:40:28 | Friedhelm Müller (GER), 01:50:07 | Margit Quell (GER), 02:20:04      |
| 5. hanse-Marathon 1990 9.029         | Jörg Peter (GER), 02:11:49         | Judit Nagy (HUN), 02:33:46            | Markus Pilz (GER), 01:44:18      | Lilo Eisenbarth (GER), 02:40:24   |
| 6. Shell-hanse-Marathon 1991 8.717   | Jörg Peter (GER), 02:10:43         | Annette Fincke (GER), 02:35:48        | Markus Pilz (GER), 01:42:42      | Ingrid Lauridsen (DEN), 02:13:22  |
| 7. Shell-hanse-Marathon 1992 9.371   | Julius Sumawe (TAN), 02:13:52      | Gabriele Wolf (GER), 02:36:32         | Friedhelm Müller (GER), 01:45:01 | Heidi Kirste (GER), 03:22:56      |
| 8. Shell-hanse-Marathon 1993 8.042   | Richard Nerurkar (GBR), 02:10:57   | Gabriele Wolf (GER), 02:34:36         | Robert Figl (GER), 01:44:50      | bez udziału                       |
| 9. Shell-hanse-Marathon 1994 9.050   | Eduard Tuhbatulin (RUS), 02:12:58  | Angelina Kanana (KEN), 02:29:59       | Heinz Frei (SUI), 01:33:08       | bez udziału                       |
| 10. Shell-hanse-Marathon 1995 11.196 | Antonio Silio (ARG), 02:09:57      | Angelina Kanana (KEN), 02:27:23       | Heinz Frei (SUI), 01:30:52       | Lily Anggreny (GER), 01:56:53     |
| 11. Shell-hanse-Marathon 1996 9.070  | Petr Pipa (SVK), 02:16:22          | Krystyna Pieczulis (POL), 02:40:02    | Heinz Frei (SUI), 01:29:31       | Lily Anggreny (GER), 01:54:30     |
| 12. Shell-hanse-Marathon 1997 10.037 | Stephen Kirwa (KEN), 02:10:37      | Renata Sobiesiak (POL), 02:29:27      | Heinz Frei (SUI), 01:28:10       | Lily Anggreny (GER), 02:05:21     |
| 13. Shell-Marathon 1998 11.365       | Tendai Chimusasa (ZIM), 02:10:57   | Katrin Dörre-Heinig (GER), 02:25:21   | Heinz Frei (SUI), 01:29:39       | Lily Anggreny (GER), 01:53:55     |
| 14. Shell-Marathon 1999 16.016       | David Ngedich (KEN), 02:10:05      | Katrin Dörre-Heinig (GER), 02:24:35   | Heinz Frei (SUI), 01:27:35       | Edith Hunkeler (SUI), 01:52:26    |
| 15. Hansaplast-Marathon 2000 16.898  | Piotr Gładki (POL), 02:11:05       | Manuela Zipse (GER), 02:31:37         | Sergej Shilov (RUS), 01:40:10    | Stefanie Petersen (GER), 02:03:38 |
| 16. Hansaplast-Marathon 2001 20.007  | Julio Rey (ESP), 02:07:45          | Sonja Oberem-Krolik (GER), 02:26:12   | Heinz Frei (SUI), 01:32:08       | Lily Anggreny (GER), 01:58:48     |
| 17. Hansaplast-Marathon 2002 22.700  | Christopher Kandie (KEN), 02:10:17 | Sonja Oberem (GER), 02:26:21          | Heinz Frei (SUI), 01:35:51       | Yvonne Sehmisch (GER), 01:53:40   |
| 18. Olympus-Marathon 2003 23.198     | Julio Rey (ESP), 2:07:27           | Hellen Kimutai (KEN), 2:25:53         | Heinz Frei (SUI), 01:39:27       | Yvonne Sehmisch (GER), 02:09:50   |
| 19. Olympus-Marathon 2004 22.665     | Vanderlei de Lima (BRA), 2:09:39   | Emily Kimuria (KEN), 2:28:56          | Heinz Frei (SUI), 01:32:35       | Yvonne Sehmisch (GER), 01:55:40   |
| 20. Olympus-Marathon 2005 25.297     | Julio Rey (ESP), 2:07:38           | Edith Masai (KEN), 2:27:06            | Heinz Frei (SUI), 01:31:57       | Yvonne Sehmisch (GER), 01:55:24   |
| 21. Conergy Marathon 2006            | Julio Rey (ESP), 2:06:53           | Robe Tola (ETH), 2:24:36              | Wim Decleir (BEL), 01:15:09      | Eskau Andrea (GER), 01:15:59      |

### Wrotkarze
| Rok          | Zwycięzca                           | Zwyciężczyni                       |
| ------------ | ----------------------------------- | ---------------------------------- |
| 1998 (351)   | Alban Cherdel (FRA), 01:10:37       | Nathalie Barbotin (FRA), 01:20:24  |
| 1999 (1.040) | Tristan Loy (FRA), 01:08:26         | Anne Titze (GER), 01:17:36         |
| 2000 (1.372) | Chad Hedrick (USA), 01:08:30        | Anne Titze (GER), 01:18:23         |
| 2001 (1.846) | Arnaud Giquel (FRA), 01:07:26       | Julie Glass (USA), 01:22:34        |
| 2002 (2.504) | Luca Presti (ITA), 01:06:33         | Alessandra Susmeli (ITA), 01:13:37 |
| 2003 (1.809) | Massimiliano Presti (ITA), 01:12:22 | Adelia Marra (ITA), 01:25:35       |
| 2004 (1.148) | Luca Saggiorato (ITA), 01:06:43     | Laura Lardani (ITA), 01:19:59      |
| 2005 (1.883) | Gicquel Arnaud (FRA), 01:07:30      | Hilde Goovaerts (BEL), 01:23:34    |